# 古風なメヌエット
『古風なメヌエット』（こふうなメヌエット、フランス語: Menuet Antique）は、モーリス・ラヴェルの最初の出版作品であるピアノ独奏曲。1895年の作品。当時作曲者はまだ20歳であった。
1898年4月18日、パリのサル・エラールにてラヴェルの友人であり、この曲の献呈相手でもあるリカルド・ビニェスによって初演された。

## 楽曲解説
ラヴェル独特の印象派的色彩や、精緻な新古典的要素はまだ影を潜めていて、作曲者自身が習作的な性格を認めている。しかし旋律に短2度を激しくぶつけるなど、後のラヴェルを思わせる斬新な書法も垣間見える。嬰ヘ短調の主部（両端部分）が嬰ヘ長調のトリオ（中間部）を挟み込んだ典型的な3部形式で構成されている。
嬰ヘ短調の主部は、旋律に自然短音階を用いていること、その一方で和声法に和声的短音階が使われていないことから、旋法性が際立っている。メヌエットが元来18世紀の古典舞曲であることからすると、中世・ルネサンス音楽の音組織である教会旋法を用いて作曲されるということは、本来ならばあり得ない。“古風な・古拙な”（antique）という限定形容詞はこのあり得ない組み合わせを指しており、「古臭いメヌエット」やその模作という意味ではない。このようなネーミング・センスは、作者一流の韜晦やイロニーの初期の例として興味深い。発想記号もイタリア語でMaestosoとせずにフランス語で記し、中間部もdouxと同様にしている点に、自国語の発想記号を用いた先人の影響が感じられる。
ピアノ曲『ソナチネ』の第2楽章もメヌエットであるが、モーツァルト風の不均衡な楽節構造、印象派音楽の典型的和声、教会旋法のいずれにおいても、『古風なメヌエット』の発想や反省点を踏まえつつ、作曲技術においてさらに洗練の度合いを深めたものと見ることができる。

## オーケストラ版
1930年1月11日にパリにて、ラヴェル自身の指揮によるラムルー管弦楽団によって初演された。
編曲年度は諸説あって確定していないが、現在では初演の前年の1929年に行われたという説がもっとも有力である。作曲家が「未熟だ」と厳しい評価を語りながらも、作曲から30年以上経ってからの管弦楽化には、自身の実質的なデビュー作にずっと愛着を持ち続けていたことをうかがわせる。
オーケストラはやや大きめの2管編成。曲自体には大きな手を加えていないが、中間部のトリオでは繰り返しの範囲や指示を変えている。
なお、この編曲はラヴェルの最後の管弦楽単独作品でもある。この曲以降に書かれたのは、2つのピアノ協奏曲（左手のための、ト長調）とオーケストラ伴奏歌曲集である『ドゥルシネア姫に心を寄せるドン・キホーテ』のみである。